# Стрелечья
Стреле́чья либо Стреле́чье (укр. Стрілеча) — село, Глубоковский сельский совет,
Харьковский район,
Харьковская область, Украина.
Население по переписи 2001 года составляет 1637 (760/877 м/ж) человек.

## Географическое положение
Село Стрелечья находится на левом склоне балки Толстой в месте её впадения в реку Харьков (левый приток), выше по течению примыкает граница с Россией, ниже по течению примыкает Травянское водохранилище, на расстоянии в 5 км расположено село Глубокое, на противоположном берегу — село Журавлёвка (Белгородская область).
По селу протекает пересыхающий ручей Толстый (ручей) с запрудой.

## История
- Слобода Стрелечья основана малороссийскими стрельцами для обороны земель Царства Русского от набегов татар, откуда и пошло её название. Стрелечье впервые упоминается в Древне-Московской межевой выписке в 1695 году.
- В 1810 году Стрелечье становится собственностью помещицы Н. М. Степановой. Будучи человеком в высшей степени религиозным, она в 1835 году строит здесь каменную Николаевскую церковь (не сохранилась).
- 7 октября 1846 года открылся Верхо-Харьковский Свято-Николаевский Стрелечанский женский монастырь. Верхо-Харьковским он назван потому, что расположен в верховьях реки Харьков.[5]
- В середине 19 века в Стрелечьем были женский монастырь с двумя православными церквами и две ветряные мельницы.[7]
- В 1920-х годах монастырь был закрыт. В его стенах был открыт психиатрический интернат.
- В 1937[1]-1940 годах, перед ВОВ, в Стрелечьем, расположенном на левом, северном склоне балки, был 91 двор, сельсовет, больничная трудовая колония[2] (от харьковской психиатрической больницы Сабурова дача).
- После оккупации Стрелечьего в октябре 1941 года фашисты на протяжении ноября-декабря расстреляли более пятисот человек - советских пациентов психиатрической больницы.
- В 2022 году, после российского вторжения на Украину, село было под оккупацией Российской Федерации, в сентябре 2022 года село было освобождено в ходе украинского контрнаступления. 12 мая 2024 года, во время харьковского наступления, село вновь было оккупировано Россией[8].

## Экономика
- Харьковская областная психиатрическая больница.

## Объекты социальной сферы
- Детский сад.[источник не указан 1568 дней]
- Общеобразовательная школа I—III ступеней.[источник не указан 1568 дней]
- Клуб.[источник не указан 1568 дней]
- Библиотека.[источник не указан 1568 дней]

## Достопримечательности
- Братская могила советских воинов. Похоронены павших 57 воинов.
- Братская могила жертв фашизма. Похоронены 435 человек (пациенты больницы и местные жители, убитые в 1941 г.)